# Teodorico VI, Conde da Holanda

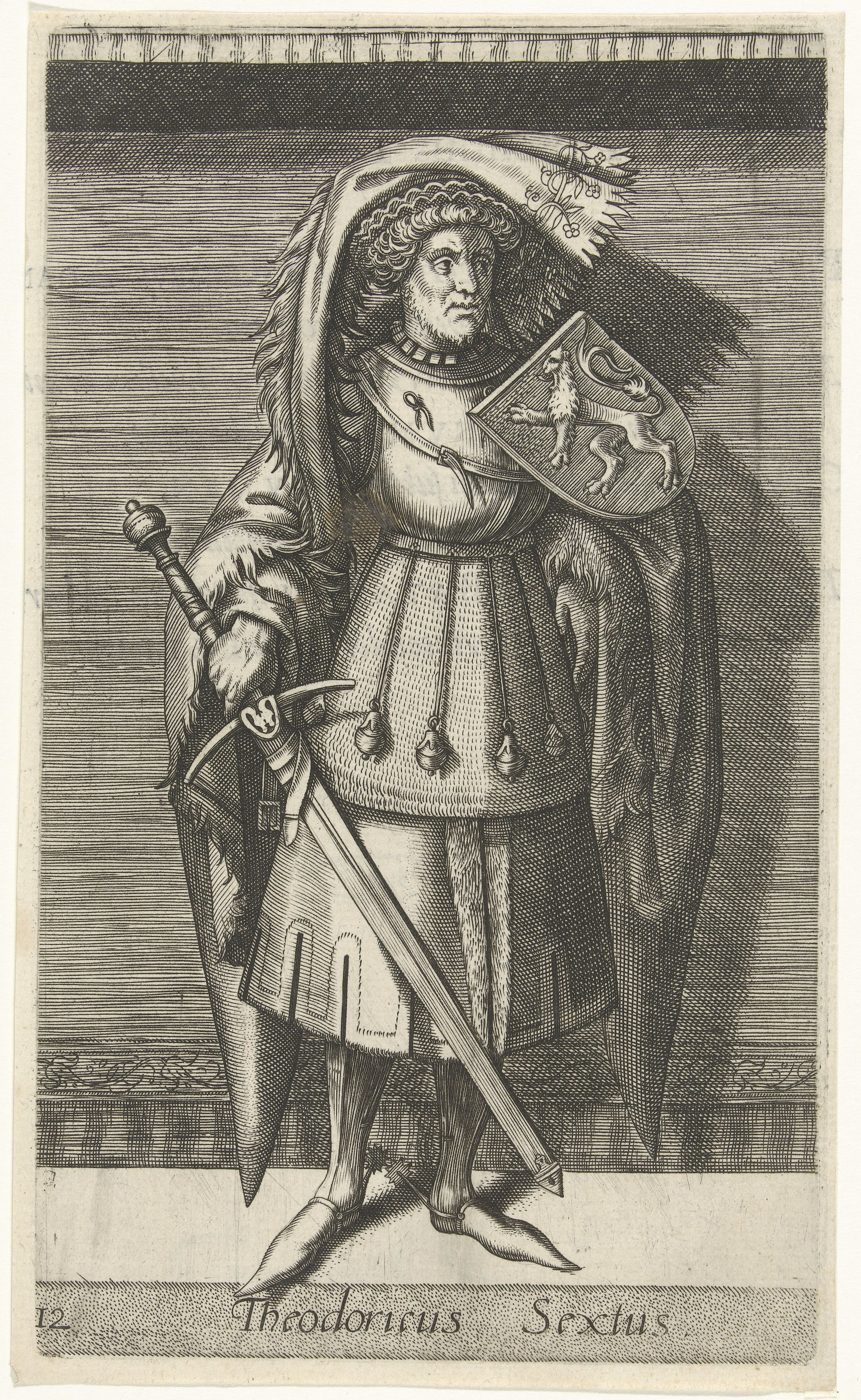
Representação de Teodorico VI da Holanda.

Teodorico VI (1114 - 5 de Agosto 1157) foi Conde da Holanda entre 1121 e a sua morte. Num primeiro momento, durante a menoridade, governou sob a regência de sua mãe Petronila de Lorena. Ele era filho de Florêncio II. Após a sua própria morte foi sucedido por seu filho mais velho Florêncio III. Casou-se com Sofia de Salm, condessa de Rheineck e  Bentheim. Ela era herdeira de Bentheim, que ela governou junto com o seu marido e que foi herdado pelo segundo filho do casal, Otão, após a morte dos seus pais. 

## Petronila de regência
Quando o seu pai morreu em 1122, Teodorico tinha apenas 7 anos de idade e a sua mãe, Petronila, governou o país como regente. Em 1123, ela apoiou a revolta do seu meio-irmão,  Lotário de Süpplingenburg, Duque da Saxónia contra  Imperador Henrique V. Depois de Lotário ser eleito rei da Alemanha em 1125, voltou para a Holanda, onde tinham sido concedidos ao Bispo de Utrecht, Leida e Rijnland, em 1064 (mais tarde durante o reinado de Dirk, as fortificações de madeira em Leiden seriam substituídas por um castelo de pedra). Como Petronila viu habilidade e alguma ambição no filho, quando cresceu, ela entregou-lhe o condado para governar por ele próprio.  

## Assuntos Imperiais
Teodorico tinha apoiado o seu tio  Lotário da Saxónia contra Henrique V e consequentemente, houve partes da Holanda que foram recuperadas, que tinham sido dadas ao Bispado de Utrecht, em 1064. Além disso, com a ajuda do Imperador Conrado III e o apoio dos condes de Cleves e Gueldres e do seu cunhado, Otão II, Conde de Rheineck, ele foi capaz de obter um candidato próprio (Herman de Horne) reconhecido como bispo de Utrecht.

## Assuntos eclesiásticos e peregrinação
Dirk e a sua mãe apoiaram os mosteiros de Egmond e Rijnsburg, que floresceram neste período. O convento em Rijnsburg foi instituído por Petronila em 1133. Duas das suas netas, Sofia e Edviges, mais tarde se juntaram a ela, uma delas como abadessa. 
Teodorico e Sofia fizeram uma peregrinação à Terra Santa em 1138, e foi nesta peregrinação que o seu primeiro filho Teodorico, chamadoPeregrinus ("Peregrino"), nasceu, mas ele faleceu quando ele tinha apenas 12 anos de idade. Na viagem de regresso, em 1139, Teodorico visitou o Papa Inocêncio II e pediu que os mosteiros de Egmond e Rijnsburg fossem colocados sob a autoridade papal directa e esse pedido foi concedido. Desta forma, Teodorico removeu o bispo de Utrecht da influência sobre os mosteiros. A mãe de Teodorico, Petronila, faleceu em 1144 e foi enterrada em Rijnsburg. 
Em 1155 os frísios revoltaram-se e saquearam a área de Velsen, próxima de Haarlem, mas eles foram derrotados pelos cavaleiros de Haarlem e Osdorp. 
Em 1156, Teodorico VI resolveu o longo conflito entre os mosteiros de Egmond e  Echternach, que estava em curso desde o estabelecimento de Egmond em 923 pelo conde Dirk I. No momento da criação, o conde tinha concedido a Egmond os direitos sobre todas as igrejas da região, que anteriormente pertencia a Echternach. Repetidas tentativas foram feitas para recuperar os direitos perdidos, inicialmente com pouco resultado, mas em 1063, Guilherme I, bispo de Utrecht, decidiu dividir os direitos entre os dois mosteiros. Esta divisão era inaceitável para Egmond. Finalmente, em 1156, Teodorico VI resolveu dar todos os direitos sobre as igrejas a Egmond novamente, compensando Echternach com os direitos sobre os rendimentos da igreja de Vlaardingen e terras na ilha de Schouwen. Embora o abade de Egmond fosse testemunha no acordo, parece que ele pode ter atendido sob pressão, já que apenas um pouco mais tarde, Teodorico e o seu filho Florêncio foram excomungados, Esta talvez seja a razão para que Teodorico, ao contrário dos seus antepassados, não fosse enterrado em Egmond, mas em Rijnsburg. 

## Casamento e descendência
Teodorico VI casou com Sofia de Salm, Condessa de Bentheim, algum tempo antes de 1137. Ela era filha de Otão de Salm, Conde de Rheineck e Bentheim, filho de Hermann de Salm, rei da Alemanha. Teodorico e Sofia tiveram a seguinte descendência: 
1. Teodorico, conhecido como Peregrino (Peregrinus) (1138 / 1139 - 1151);
2. Florêncio (ca. 1140 - 1 de agosto de 1190, em Antioquia), sucedeu a seu pai como Florêncio III, Conde da Holanda, em 1157;
3. Otão (1140/1145 - depois de 1208 ou mais tarde), herdou o condado da sua mãe e tornou-se Conde de Bentheim);
4. Balduíno (ca. 1149 - 30 de abril de 1196), reitor em Santa Maria, em Utrecht, e depois bispo de Utrecht de 1178 até sua morte;
5. Teodorico (ca. 1152 - 28 de agosto de 1197 em Pavia), também se tornou Bispo de Utrecht, em 1197, mas faleceu no mesmo ano;
6. Sofia, em 1186 ela tornou-se abadessa da Abadia Rijnsburg, criada pela avó);
7. Edviges (f. 28 de agosto de 1167);
8. Gertrude (faleceu na infância);
9. Petronila.

Além disso, alegou-se que Teodorico tinha um filho ilegítimo, cujo nome era Roberto.